# Eparchia di Kamensk-Ural'skij

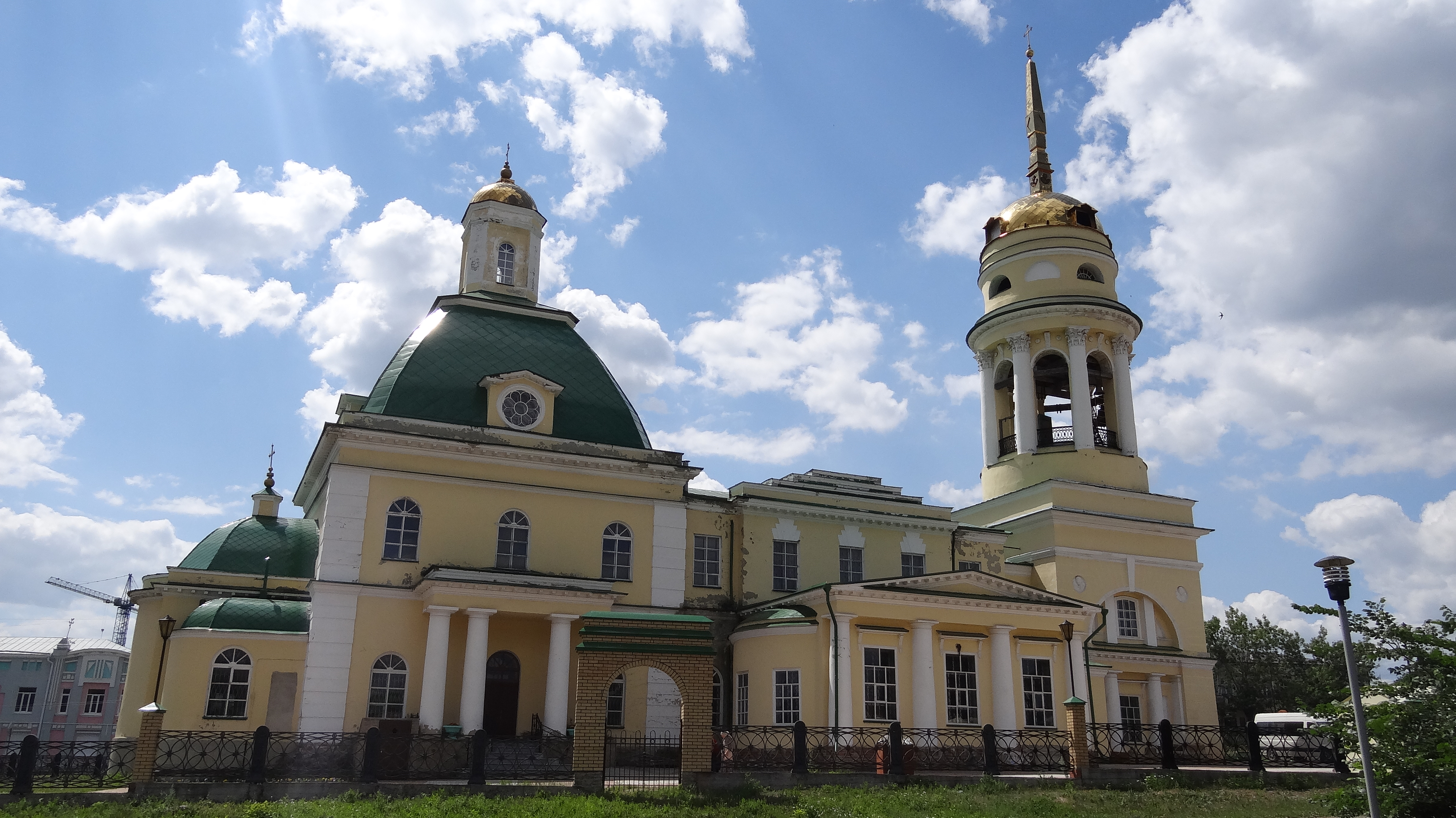
La cattedrale della Santissima Trinità di Kamensk-Ural'skij.

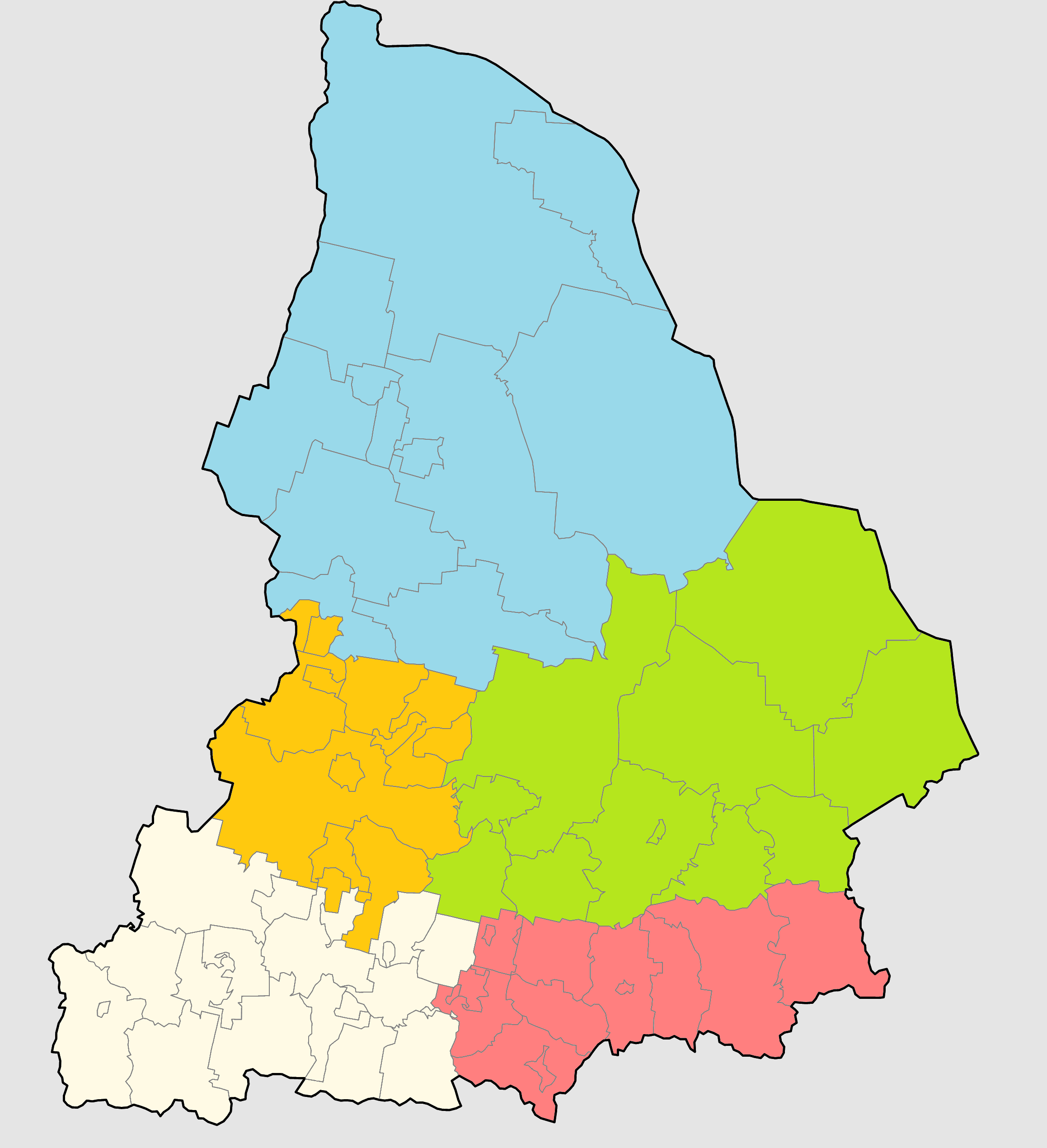
Mappa della metropolia di Ekaterinburg; in rosa l'eparchia di Kamensk-Ural'skij.

L'eparchia di Kamensk-Ural'skij (in russo: Каменская епархия) è una diocesi della Chiesa ortodossa russa, appartenente alla metropolia di Ekaterinburg.

## Territorio
L'eparchia comprende la parte sud-orientale dell'oblast' di Sverdlovsk nel circondario federale degli Urali.
Sede eparchiale è la città di Kamensk-Ural'skij, dove si trova la cattedrale della Santissima Trinità. L'eparca ha il titolo ufficiale di «eparca di Kamensk e Kamyšlov».
Nel 2014 l'eparchia è suddivisa in 13 decanati per un totale di 207 parrocchie.

## Storia
L'eparchia di Kamensk-Ural'skij è stata eretta dal Santo Sinodo della Chiesa ortodossa russa il 27 luglio 2011 ricavandone il territorio dall'eparchia di Ekaterinburg. Il Santo Sinodo decise che i vescovi avessero il titolo di eparca di Kamensk e Alapaevsk.
Il 28 dicembre 2018 ha ceduto una porzione di territorio a vantaggio dell'erezione dell'eparchia di Alapaevsk, e contestualmente i vescovi hanno assunto il titolo di eparca di Kamensk e Kamyšlov.